# Juliette de La Genière
Juliette Olga de La Genière (geborene Massenet) (* 4. August 1927 in Mülhausen; † 6. Juni 2022 in Neuilly-sur-Seine) war eine französische Klassische Archäologin.
Juliette de La Genière studierte am Institut d’études politiques de Paris (Abschluss 1949). Ihr Studium an der École du Louvre schloss sie 1954 ab. Von 1958 bis 1969 forschte sie am Centre national de la recherche scientifique (CNRS); in der gleichen Zeit war sie am Louvre tätig. Mit einer Arbeit zur Bronzezeit in Unteritalien wurde  sie 1968 promoviert.
Von 1969 bis zu ihrer Emeritierung war sie zunächst Maître de Conférences, dann Professor an der Universität Lille, ab 1978 als Leiterin des neugegründeten Centre de recherches archéologiques. Zusätzlich lehrte sie 1983 bis 1985 an der Scuola Normale Superiore di Pisa.
Sie leitete Ausgrabungen in Klaros (1988–1997) und am Hera-Tempel in Paestum. Sie war seit 2002 Direktorin des Internationalen Komitees des Corpus Vasorum Antiquorum.
Die bevorzugten Arbeitsfelder La Genières betrafen den gegenseitigen Einfluss griechischer und fremder Kulturen, speziell in Magna Graecia und Kleinasien, griechische Sozialgeschichte und religiöse Geschichte sowie griechische Keramik, insbesondere attische Töpferkunst.

## Mitgliedschaften und Ehrungen
- Mitglied der Académie des Inscriptions et Belles-Lettres (2000)
- Mitglied des Istituto Nazionale di Studi Etruschi ed Italici
- Mitglied des Österreichischen Archäologischen Instituts
- Korrespondierendes Mitglied des Deutschen Archäologischen Instituts
- Korrespondierendes Mitglied des Archaeological Institute of America
- Mitglied der Ehrenlegion (Officier)
- Ordre national du Mérite (Commandeur)
- Ordre des Palmes Académiques (Commandeur)
- Ordre des Arts et des Lettres (Chevalier)
- Verdienstorden der Italienischen Republik (Großoffizier)